# Дєдкова Вікторія Анатоліївна
Вікто́рія Анато́ліївна Дєдко́ва (нар. 17 червня 1988, м. Донецьк, УРСР) — українська волейболістка, догравальниця. Майстер спорту України.

## Спортивна кар'єра
Виступала за «Круг». Чемпіон України (2006—07), володар Кубка України (2006—07, 2007—08), чемпіон Європи серед кадетів (2005), бронзовий призер чемпіонату Європи серед юніорів (2006), 6-е місце на молодіжному чемпіонаті світу (2007), переможниця чемпіонату України серед дублюючих складів сезону 2007—08.
З 2019 року — граючий тренер «Дніпра» (Черкаси).

## Клуби
| Роки      | Команди            |
| --------- | ------------------ |
| 2006—2011 | «Круг» (Черкаси)   |
| 2011—2012 | «Локомотив» (Баку) |
| 2012—2014 | «Воронеж»          |
| 2014—2015 | «Сату Маре»        |
| 2015—2016 | «Алтай» (Оскемен)  |
| 2017—2018 | «Азеррейл» (Баку)  |
| 2019—     | «Дніпро» (Черкаси) |